# Carlo Oppizzoni
Carlo Oppizzoni, ma anche Opizzoni od Oppizoni (Milano, 15 aprile 1769 – Bologna, 13 aprile 1855), è stato un cardinale e arcivescovo cattolico italiano.

## Biografia
Appartenente ad una nobile famiglia milanese, era figlio del conte Francesco e della marchesa Paola Trivulzio. Studiò all'Università di Pavia ove si addottorò il 7 giugno 1790 in teologia e in diritto canonico.
Il 25 maggio 1793 fu ordinato sacerdote e nel 1799 divenne arciprete del Capitolo della Cattedrale milanese. Al Congresso di Lione tentò di sistematizzare le condizioni della chiesa nel territorio della Repubblica Cisalpina, difendendo con successo i diritti della chiesa. Declinò la nomina propostagli per divenire arcivescovo di Milano.
Il 20 settembre 1802 divenne arcivescovo di Bologna, venendo consacrato il 21 settembre di quell'anno con la consegna del relativo pallio. A questa cerimonia, svoltasi a Roma nella chiesa di San Carlo ai Catinari, presenziarono il cardinale Giovanni Filippo Gallarati Scotti come celebrante, assistito da Pietro Gravina, arcivescovo titolare di Nicea, nunzio apostolico in Svizzera, e da Benedetto Fenaja, arcivescovo titolare di Filippi, vicegerente di Roma. Nel concistoro del 26 marzo 1804 papa Pio VII lo nominò cardinale con il titolo di cardinale presbitero di San Bernardo alle Terme Diocleziane (28 maggio).
Fu insignito da Napoleone del titolo di senatore del Regno d'Italia e membro dell'ordine della Corona di ferro. Sfruttando la sua posizione privilegiata in seno al nuovo governo francese in Italia, dal 1808 cercò di restaurare i diritti ed il prestigio della chiesa prima ancora dell'autorità politica, ma quando egli si rifiutò di assistere alle nozze di Napoleone con Maria Luisa d'Asburgo-Lorena (1810), fu da questi fatto rinchiudere nel castello di Vincennes, esiliato e privato della porpora cardinalizia.
Ritornò a Bologna nel luglio del 1815 e prese parte al conclave del 1823 che elesse papa Leone XII. Arcicancelliere della Pontificia Università di Bologna dal 1824, prese parte nel 1829 al conclave che elesse papa Pio VIII e nuovamente a quello del 1830-31 che elesse Gregorio XVI. In quell'anno venne nominato anche legato a latere per le province di Metauro, Bologna, Ferrara, Forlì e Ravenna, ma diede le dimissioni dopo un mese e mezzo.
Nel 1839 optò per il titolo di San Lorenzo in Lucina e divenne protopresbitero. Partecipò al conclave del 1846 che elesse papa Pio IX.
Esercitò un lungo apostolato a Bologna, dimostrò grande moderazione nel corso delle repressione delle rivolte emiliano-romagnole del 1831 e appoggiò i suoi cittadini durante l'insurrezione del 1848, intervenendo più volte in loro favore.
Deceduto all'età di quasi 86 anni, la sua salma fu inumata nella Cappella dedicata a San Carlo nella Cattedrale di Bologna.
Di Opizzoni traccia un ampio e severo ritratto Giuseppe Rovani in "Cento anni" (libro XIX, capitolo IV). Rovani riconosce al prelato "tutte le qualità che costituiscono i santi; ma i santi senza talento. Il sentimento, il cuore, le intenzioni erano mirabili; ma la mente non era di quelle che Romagnosi, a scrupolo di scienza, chiamò sane". Aveva "sgomento e avversione di tutto ciò che può rendere più cara e più attraente ai mortali la vita mondana", in particolare nei confronti della bellezza femminile e dell'ingegno. "Soleva dire che per amar Dio non occorreva tanta sublimità di mente nè tanto slancio di fantasia". Delle arti, detestava la musica, e particolarmente la musica teatrale.

## Conclavi
Durante il suo cardinalato Carlo Oppizzoni partecipò a quattro conclavi:
- conclave del 1823, che elesse papa Leone XII
- conclave del 1829, che elesse papa Pio VIII
- conclave del 1830-1831, che elesse papa Gregorio XVI
- conclave del 1846, che elesse papa Pio IX

## Genealogia episcopale e successione apostolica
La genealogia episcopale è:
- Cardinale Scipione Rebiba
- Cardinale Giulio Antonio Santori
- Cardinale Girolamo Bernerio, O.P.
- Arcivescovo Galeazzo Sanvitale
- Cardinale Ludovico Ludovisi
- Cardinale Luigi Caetani
- Cardinale Ulderico Carpegna
- Cardinale Paluzzo Paluzzi Altieri degli Albertoni
- Papa Benedetto XIII
- Papa Benedetto XIV
- Papa Clemente XIII
- Cardinale Luigi Valenti Gonzaga
- Cardinale Giovanni Filippo Gallarati Scotti
- Cardinale Carlo Oppizzoni

La successione apostolica è:
- Arcivescovo Paolo Patricio Fava Ghisleri (1807)
- Patriarca Giovanni Niccolò Tanara (1827)
- Vescovo Giuseppe Passaponti (1846)

## Stemma
|  |

|  |

## Albero genealogico
|                                                               |                                                           |                                                             | Genitori                             |  |  | Nonni |  |  | Bisnonni |  |  | Trisnonni |  |
|                                                               |                                                           |                                                             |                                      |  |  |       |  |  | …        |  |  | …         |  |
|                                                               |                                                           |                                                             |                                      |  |  |       |  |  | …        |  |  | …         |  |
|                                                               |                                                           | …                                                           |                                      |  |  |       |  |  | …        |  |  |           |  |
| …                                                             |                                                           |                                                             |                                      |  |  |       |  |  | …        |  |  |           |  |
|                                                               |                                                           | …                                                           | …                                    |  |  |       |  |  |          |  |  |           |  |
|                                                               |                                                           | …                                                           | …                                    |  |  |       |  |  |          |  |  |           |  |
|                                                               |                                                           | …                                                           | …                                    |  |  |       |  |  |          |  |  |           |  |
| Francesco Opizzoni, conte del Sacro Romano Impero             |                                                           | …                                                           |                                      |  |  |       |  |  |          |  |  |           |  |
|                                                               |                                                           | …                                                           | …                                    |  |  |       |  |  |          |  |  |           |  |
|                                                               |                                                           | …                                                           | …                                    |  |  |       |  |  |          |  |  |           |  |
|                                                               |                                                           | …                                                           | …                                    |  |  |       |  |  |          |  |  |           |  |
| …                                                             |                                                           | …                                                           |                                      |  |  |       |  |  |          |  |  |           |  |
|                                                               |                                                           | …                                                           | …                                    |  |  |       |  |  |          |  |  |           |  |
|                                                               |                                                           | …                                                           | …                                    |  |  |       |  |  |          |  |  |           |  |
|                                                               |                                                           | …                                                           | …                                    |  |  |       |  |  |          |  |  |           |  |
| Carlo Opizzoni                                                |                                                           | …                                                           |                                      |  |  |       |  |  |          |  |  |           |  |
|                                                               | Giorgio Teodoro Trivulzio, II marchese di Sesto Ulteriano | Alessandro Teodoro Trivulzio, I marchese di Sesto Ulteriano |                                      |  |  |       |  |  |          |  |  |           |  |
|                                                               | Giorgio Teodoro Trivulzio, II marchese di Sesto Ulteriano | Alessandro Teodoro Trivulzio, I marchese di Sesto Ulteriano |                                      |  |  |       |  |  |          |  |  |           |  |
|                                                               | Giorgio Teodoro Trivulzio, II marchese di Sesto Ulteriano | Brigida Maria Secco d'Aragona                               |                                      |  |  |       |  |  |          |  |  |           |  |
| Alessandro Teodoro Trivulzio, III marchese di Sesto Ulteriano | Giorgio Teodoro Trivulzio, II marchese di Sesto Ulteriano |                                                             |                                      |  |  |       |  |  |          |  |  |           |  |
|                                                               |                                                           | Elena Arese                                                 | Marco Arese, II conte di Barlassina  |  |  |       |  |  |          |  |  |           |  |
|                                                               |                                                           | Elena Arese                                                 | Marco Arese, II conte di Barlassina  |  |  |       |  |  |          |  |  |           |  |
|                                                               |                                                           | Elena Arese                                                 | Regina Castelli                      |  |  |       |  |  |          |  |  |           |  |
| Paola Trivulzio                                               |                                                           | Elena Arese                                                 |                                      |  |  |       |  |  |          |  |  |           |  |
|                                                               |                                                           | Carlo Pertusati, conte di Castelferro                       | Luca Pertusati, conte di Castelferro |  |  |       |  |  |          |  |  |           |  |
|                                                               |                                                           | Carlo Pertusati, conte di Castelferro                       | Luca Pertusati, conte di Castelferro |  |  |       |  |  |          |  |  |           |  |
|                                                               |                                                           | Carlo Pertusati, conte di Castelferro                       | Barbara dal Pozzo                    |  |  |       |  |  |          |  |  |           |  |
| Margherita Pertusati                                          |                                                           | Carlo Pertusati, conte di Castelferro                       |                                      |  |  |       |  |  |          |  |  |           |  |
|                                                               |                                                           | Lucrezia Gaffuri                                            | Pietro Francesco Gaffuri             |  |  |       |  |  |          |  |  |           |  |
|                                                               |                                                           | Lucrezia Gaffuri                                            | Pietro Francesco Gaffuri             |  |  |       |  |  |          |  |  |           |  |
|                                                               |                                                           | Lucrezia Gaffuri                                            | Isabella Crevenna                    |  |  |       |  |  |          |  |  |           |  |
|                                                               |                                                           | Lucrezia Gaffuri                                            |                                      |  |  |       |  |  |          |  |  |           |  |